# Topeka (Indiana)
Topeka és una població dels Estats Units a l'estat d'Indiana. Segons el cens del 2000 tenia 1.159 habitants.

## Demografia
Segons el cens del 2000, Topeka tenia 1.159 habitants, 448 habitatges, i 310 famílies. La densitat de població era de 324,3 habitants/km².
Dels 448 habitatges en un 37,7% hi vivien nens de menys de 18 anys, en un 49,8% hi vivien parelles casades, en un 12,9% dones solteres, i en un 30,6% no eren unitats familiars. En el 26,6% dels habitatges hi vivien persones soles el 8,3% de les quals corresponia a persones de 65 anys o més que vivien soles. El nombre mitjà de persones vivint en cada habitatge era de 2,59 i el nombre mitjà de persones que vivien en cada família era de 3,1.
Per edats la població es repartia de la següent manera: un 31,1% tenia menys de 18 anys, un 11,4% entre 18 i 24, un 30,5% entre 25 i 44, un 17,1% de 45 a 60 i un 9,9% 65 anys o més.
L'edat mediana era de 29 anys. Per cada 100 dones de 18 o més anys hi havia 95,1 homes.
La renda mediana per habitatge era de 37.105 $ i la renda mediana per família de 42.232 $. Els homes tenien una renda mediana de 32.356 $ mentre que les dones 23.542 $. La renda per capita de la població era de 17.269 $. Entorn del 7,3% de les famílies i el 9,1% de la població estaven per davall del llindar de pobresa.

## Poblacions més properes
El següent diagrama mostra les poblacions més properes.